# 南方影展
南方影展，是由社團法人台灣南方影像學會舉辦的影展，創始於2001年，為臺灣推廣非政府、非主流影視文化之獨立影展，亦為南台灣唯一之獨立電影節。其核心價值為 — 將影展視為一影像媒介與公民交流平台，面對觀眾方，影展得以呈現具前衛、獨特或爭議的影像美學，或關注全球、在地環境與常民文化影像。對創作方，則鼓勵作品核心內涵，具有社會議題穿透性及電影語言開創性。。

## 歷史沿革
南方影展是在2001年國立臺南藝術大學音像藝術學院，由音像藝術管理研究所教授黃玉珊與音像管理研究所(後更名為動畫藝術與影像美學研究所)、紀錄所師生一同創辦，於2007年成立社團法人台灣南方影像學會並選址於台南市獨立運作。而在2003年設立南方獎 - 全球華人影片競賽單元，以全球華人影像創作為目標，共分劇情長片、劇情短片、動畫、紀錄、實驗五個類別。除各類型獎項外，並設立最大不分類獎項，南方獎首獎。創作者不限華人身分，唯拍攝主題需是華人/語相關議題作品，均可參加。2007年起增加「全球年度精選」、「南方影展觀摩嚴選」、「焦點作者」、「市民影像競賽」等單元，邀請當年度之國內外影人參與。。
2011年南方影展因政府與企業贊助金額銳減而停辦競賽單元，然仍推出小型觀摩影展，共策畫一導演專題為〈完全·想田和弘〉 （页面存档备份，存于）與〈我們只有一個地球〉。於單月內各個周末放映作品並邀請紀錄片導演想田和弘 （页面存档备份，存于）與相關議題之講師出席座談。
2012年南方影展復辦【南方獎-全球華人影片競賽】。由於當年度台灣社會發生許許多多因都更衍生之土地正義議題，同時當代社會的多元家庭組成等公共議題，年度主題與策展核心定調為【家】。另外，為奠定鼓勵新銳導演與獨立影像之精神，當年度首次打破以影片類型作為給獎方式，改以鼓勵開創影像美學形式之勇於創新獎、鼓勵創作者外於電影工業之題材挖掘與攝製技術之獨立精神獎。另有年度議題挖掘之獎項當代觀點獎。本年度也受到育合春基金會之贊助以聯合國卅條的｢世界人權宣言｣為規範，選出在人權教育上最有助益，且基於真實事件的劇情片或紀錄片之獨立評選之基礎而成立之人權關懷獎項。
2013年繼上一年度主題對【家】的探索後，南方影展再以【根】之概念創辦【市民影像競賽】。此競賽徵件對象以居住在台南市之一般民眾(不必然設籍在台南市)，僅以作品須在台南拍攝為主。期許以此徵件比賽之所有參賽作品，為大台南地區建立一民間影像與記憶資料庫。而年度主題也從家的探索上升到對世界、社會現狀的觀察，策展精神為【視而不見】 （页面存档备份，存于）。當年度之名得獎作品共有台灣導演沈可尚之《築巢人》(紀錄片，敘事美學獎)、洪淳修《刪海經》(紀錄片，當代觀點獎)與鼓勵影像美學實驗之勇於創新獎，由中國導演薛鑒羌之劇情長片作品《殘廢科幻》獲得該獎項。最佳動畫獎為林青萱之作品《氣息》，南方新人獎得主為阮金紅之記錄長片《失婚記》。
2014年，南方影展陷入經營困境，在開幕前夕由台南市市長賴清德募款，最終募集到新台幣50萬元的影展基金。該年度因南方獎參賽者對於獎項之反映而重啟競賽分類，然對於打破影像類型化之窠臼精神不變，轉而將競賽入圍作品專題化以呈現影展團隊論述當代影像美學與公共議題論述之企圖。該年度影展之【南方獎 - 全球華人影片競賽】由原有的四類徵件(劇情、動畫、紀錄)新增列實驗類別，並邀請國立台南藝術大學藝術創作理論研究所博士班副教授龔卓軍與藝術家蘇育賢(同時受邀為南方影展該年度焦點作者之一)。一同參與三年期之實驗類競賽準則之規劃與評選。(年度入圍作品名單) （页面存档备份，存于）
2015年以台灣獨立電影創作先驅作者黃明川之【神話三部曲 （页面存档备份，存于）】，再談當代台灣電影展演乃至於攝製型態之政治經濟操作與非古典影像敘事之閱讀方法。令南方影展在面對當代議題的發聲此一精神策略上，更加上對於影像美學思考的面向。本年度得獎作品如首獎作者蘇宏恩《靈山》(南方首獎，紀錄)與林欣怡之《三島》(南方新人獎，紀錄)(年度入圍與得獎名單 （页面存档备份，存于）)皆在在挑戰台灣紀錄片敘事之傳統。
2016年11月於開幕典禮時任影展執行長平烈偉於台上致詞時落淚表示，南方影展因經費拮据而欲停辦，然在社會賢達與歷年熟識影展之海內外創作人四處奔走並有支持者於影展現場高舉「南方精神永遠不死」之布條等活動下；臺南市政府文化局局長葉澤山參加南方影展閉幕活動時表示，將與國立臺南藝術大學及南方影展相關人員會商，希望南方影展能持續舉辦下去。該年度得獎作品皆富含敘事之實驗精神，如南方首獎《日曜日式散步者》(黃亞歷，台灣)、最佳實驗片《紀念中國城》(陳君典，台灣)與最佳動畫片《暗河》(吳德淳，台灣)。另最佳劇情片獎首度由來自澳門之創作者孔慶輝以短片《撞牆》拿下。(年度入圍與得獎名單 （页面存档备份，存于）)
2017年透過各界聲援之下，南方影展獲得台南市政府與在地企業中華強友文教協會、育合春基金會之支持下擴大舉辦。並在除校園巡迴與藝文空間巡演外，首度與商業影廳新光影城合作，同時積極邀請國外影人來台交流。以亞洲獨立電影節連線之方向探索其可能性。該年度出席之外籍影人如獲得南方影展最佳劇情片獎項，中日雙導演之《笨鳥 》(黃驥、大塚龍治)，最佳實驗片獎《你往何處去 》(楊正帆)與南方新人獎得主伊藤丈紘之作品《他方》。39部入圍作品中，計有12部作品，佔四分之一強來自於台灣以外之國家。(年度入圍與得獎名單 （页面存档备份，存于）)
2020年起，改以雙年展形式呈現。
2021年，南方影展迎來雙年展制度的第一年，展現出全新行動策展與巡演模式。從九月起以台灣在地巡迴放映。放映地區涵蓋臺南、台中、雲林、嘉義及屏東等地，場地選擇橫跨藝文空間、社區廟埕與校園場。策展人黃柏喬表示，影展不只是城市中產的藝文活動，更有影像教育與公共議題平台的使命。透過文化平權的觀念，影展希望能透過深入南部城市與偏鄉社區、校園，讓台灣各地缺乏影視資源的觀眾，都有機會能欣賞到具在地特色的獨立影像作品。
與傳統影展集中於城市、戲院影廳的模式不同，本屆南方影展將攜帶2020年競賽入圍與得獎作品，主動走入地方社區、學校與藝文場域，如嘉義市立美術館、臺中吃光食堂、屏東廟埕等等，打造有別於城市的地方映後座談。在疫情限制之下，活動依然吸引眾多觀眾參與，如首場於臺南後壁高中的校園放映，便吸引近百位師生出席，學生與導演間的深度交流更為活動增添活力。
同時在選映作品方面，南方影展亦與「國家電影及視聽文化中心」合作，將經典台語老片修復成果帶入無電影院的社區，如嘉義朴子石碼宮前播放《燒肉粽》便吸引百人觀影，並與雙溪口社區發展協會婆婆媽媽共同協作肉粽，與在地居民共饗，創造出台上放映《燒肉粽》，台下吃肉粽的獨特風景，深獲好評。
此外，南方影展更與由聯合國教科文組織支持、釜山獨立電影協會主辦之「釜山城際電影節」展開國際合作，推薦《看無風景》、《田中的紅旗幟》、《火車、尼莫點、人造衛星與椋鳥》等具代表性的台灣作品，深刻呈現台灣文化與地緣現實。南方影展亦促成台南市長黃偉哲與釜山影展代表吳敏旭的跨國對談，三場放映吸引數百名韓國觀眾入場，獲得熱烈回響。
本年度作為南方影展首個巡演年，其核心精神不僅為打破地域與語言的限制，更以影像作為文化橋樑，推動南方影展走出城市、走入群眾並跨出國際。
2022年南方影展（The 2022 South Taiwan Film Festival）為第二十一屆南方影展，於2022年11月4日至13日在台南市舉行。本屆影展自疫情以來首次重返新光影城實體放映，舉辦開幕記者會並展開為期十天的影展活動。記者會由台南市副市長趙卿惠、文化局長葉澤山等人出席，影展代言人為新生代跨界藝人余佩真。
南方影展2021年以巡迴放映與展覽「赤崁當代記」延續計畫，今年迎回實體影展與核心競賽「南方獎─全球華人影片競賽」。共吸引來自全球20多國、729部作品投稿，最終選出59部入圍，涵蓋劇情、紀錄、實驗與動畫類型，並有多部於國際影展亮相的作品於台灣或亞洲首映。
本屆影展亦繼續關注在地影像，「台南影像獎」共選出7部反映台南生活與歷史地景的在地作品，包括處理南鐵東移案後遺的《陸橋下的客廳》與《記憶拆除》，及探討家族與遷徙記憶的《家庭旅行》、《香夭》、《水黽》等。另有關注民俗影像美學的《牽亡》與VR作品《共鳴》。
觀摩單元方面，策劃【作者視野——謝文明】專題，展映其三部代表作：《肉蛾天》、《禮物》與《夜車》，呈現其奇情迥異的動畫風格與對人性的深刻描繪。謝文明歷年來屢獲國際影展注目，於南方影展亦曾以短片《肉蛾天》入圍2008年釜山影展、2006年南方影展，《禮物》入圍2012年金馬獎最佳創作短片，2012年南方影展最佳動畫，兩部作品皆獲聖地牙哥亞洲影展最佳動畫片。2021年最新個人作品《夜車》除獲得金馬獎最佳動畫短片肯定，陸續更斬獲有國際四大動畫獎之稱的薩格勒布世界動畫電影節首獎、日舞影展最佳動畫短片獎，並代表台灣角逐2022奧斯卡最佳動畫短片。
此外，觀摩單元亦聚焦全球華人地區之民主議題，選映多部關注政治與社會議題的作品。黃信堯的《北將七》以台南北門、將軍、七股三地為背景，透過十二年的影像積累，呈現大地萬物與人類活動的交織，探討時間與記憶的關係。江偉華的《島・國》則記錄一位社運青年在馬祖的生活，反思台灣與中國的政治關係與個人身份認同。同時，來自香港的作品如許雅舒的《日常 Decameron》以疫情期間的香港為背景，描繪市民在封城下的日常生活，展現人們在困境中的堅韌與希望。紀錄片《理大圍城 Inside The Red Brick Wall》由香港紀錄片工作者拍攝，記錄2019年香港理工大學被警方包圍期間的情況，呈現抗爭者的處境與堅持。澳洲導演羅卓瑤的《花果飄零 DRIFTING PETALS》則以香港移民為主題，探討離散與身份認同的議題。
這些作品共同展現南方影展對華人民主議題的重視，透過影像呈現各地華人社會在政治、社會變遷中的經歷與思考，促進觀眾對民主與人權的關注與反思。
2023年南方影展於該年度4月至10月間，於全台13個縣市共45場次展映，呈現近50部來自台灣、香港、澳門、馬來西亞、新加坡、美國、法國等地的獨立華人影像作品。本屆影展以「影像藝文基地串聯」、「校園影像教育」及「巷口電影院」為三大子專題，深入社區與校園，將多元的華人影像作品帶入觀眾生活。
在國際交流方面，南方影展積極參與國際影展交流，將台灣優秀作品推薦至國際影展及影視推廣單位，提升台灣獨立電影創作者與作品的國際知名度，並促成影人交流。本年度受釜山城際電影節（UNESCO Busan Inter-city Film Festival）邀請策畫並展映三部於2022年競賽中入圍及得獎的台灣作品，於2023年8月25日在韓國釜山電影中心展映。作品包括陳君典的《蜃樓記》、你哥影視社的《宿舍》以及劉紀彤與劉紀汎的《家庭旅行》。
在地展映方面，於11月17日至12月3日，在吳園公會堂、節點、胖地和原台南合同廳舍四個展場，策劃「赤崁當代記．續章—南方影像中的多重宇宙」展覽。展覽由獨立策展人王振愷與國立台南藝術大學動畫暨影像美學研究所教授袁子賢攜手策劃，回應臺南市政府「臺南400」的多元史觀概念。展覽融合當代影像藝術家的創作，並由台南在地居民所拍攝，南方影展逾十年之台南影像獎作品資料之常民影像作為回應，在臺南特定的古蹟和藝文館舍之中，展映具有當代洞見、視野和檔案影像所具備的小寫歷史深度影像作品。展覽包含13組台灣當代藝術家作品和14部在地台南常民影像，規劃5個單元展區，帶領觀眾看見臺南的過去、現在和未來。展覽形式多樣，涵蓋紀實影像、錄像藝術、動畫短片、音樂錄影帶等，為觀眾帶來多層次的臺南影像饗宴。([twpowernews.com][1])
總結來說，2023年南方影展透過國際觀摩與交流，將台灣新銳創作者的作品推向國際舞台，提升台灣影像作品的國際知名度；同時，透過在台南市的展覽，深入探索臺南城市的多重面貌，促進在地文化的交流與發展。
第二十二屆南方影展於2024年11月1日至3日以雙開幕形式，先於臺南永成戲院免費展映如開幕片《鑽石水族世界》，後於11月8日至17日，移師臺南新光影城售票舉行開幕片《光影戲遊》（Your Lovely Smile）放映，並於11月16日舉辦頒獎典禮。今年競賽報名作品達759件，除世界各地之多國創作者參與外，本年度特別之處在於緬甸在地華裔創作者的崛起並以作品參賽。入圍作品共53部，最終頒發包含南方首獎在內共15個獎項。
本年度視覺與影展主題為「蓬萊仙島ㄉ Magic Hour!」,「蓬萊仙島」一詞隱含臺式癲狂的幽默,象徵影展團隊對臺灣當代社會現狀的觀察與多元文化的歧/奇異特質。
得獎作品以香港導演陳卓斯、王紀堯以《顏色擷取樣本.mov》獲得南方首獎，作品剖析台灣藍綠白政治光譜，獲評審高度肯定。澳門導演孔慶輝的《海鷗來過的房間》奪得最佳劇情長片，展現其敘事野心與作者風格。
紀錄片單元首度增設「紀錄短片獎」，由葉奕蕾、李偉盛作品《房間404》奪得。中國創作團體窮山惡水電影小組《備忘錄》獲南方新人獎。朱建安導演的《公鹿》獲評審團特別獎。
另，本年首度與金光影展(崇藝術空間)合作，設立金光學生獎項，鼓勵青年以影像回應社會議題；青少年評審團獎則由全臺高中生組成評審。選出得獎作品《肉人：精神病人的時間》金光學生青少年評審團獎、《死囡仔》金光學生海報獎、《下風處》金光學生醫療獎、《好好拜拜》金光學生獎首獎
人權關懷獎則聚焦當代臺灣議題，如《九槍》、《由島至島》、《診所》、《春圃家書》等作品，深入探討國族、移工、精神醫療與司法轉型正義。
「臺南影像獎」單元入圍有《公園》、《百年之後》、《發財車》、《27》等作。

本屆除入圍與觀摩作品展演外，南方影展於24年來，首度以獨立電影節身分，於台南市舉辦一系列東亞獨立電影論壇。邀請如韓國釜山獨立電影協會(Busan Independent Film Association)、日本老牌知名實驗電影機構Image Forum、澳門國際紀錄片影展(MOIDFF)、澳門酷兒國際影展、香港跳格國際影像展(Jumping Frame)等單位之策展人共同參與。策劃三場以實驗影像美學、東亞獨立電影產製生態、跨國交流對話為主題的論壇，並邀請香港香港現代舞先鋒，以「遊走於傳統與現代、東方與西方」的風格馳名國際舞者梅卓燕，在前身為台南眷村的 321巷藝術聚落，演繹台灣作家白先勇經典小說改編之《遊園驚夢》，同時播映新加坡影像創作者廖捷凱以本經典舞作偕同舞者一同以影音探究之影像作品《再見，遊園驚夢》。策展人黃柏喬表示，此次展演亦是南方影展首度嘗試，希冀透過現場影像與舞者即時轉繹，將1966年的文字、1986年的舞蹈與2024年的影、音與現場舞蹈表演，突破舞者、觀眾、文本三者於銀幕裡外、時空並置、空間對話的可能性。

## 競賽單元
- 全球華人影片競賽（南方獎）—獎項分為劇情長片獎、劇情短片獎、紀錄長片獎、紀錄短片獎、動畫片獎、實驗片獎、台南影像獎與最大獎—南方首獎，會外獨立贊助與評選之獎項如:由金光影展(崇藝術空間)冠名贊助之金光學生獎(包含金光學生青少年評審團獎、金光學生海報獎、金光學生醫療獎、金光學生獎首獎)，育合春基金會贊助與獨立評選之人權關懷獎。[10]
- 市民影像競賽（創辦於2013年），於2019年併入全球華人影片競賽–南方獎內，成為市民影像獎[11]

## 外部連結
- 官方网站
- YouTube上的南方影展頻道
- 南方影展的Facebook專頁
- 社團法人台灣南方影像學會 （页面存档备份，存于）